# Lulu Wang
Lulu Wang, chiń. 王子逸; pinyin Wáng Zǐyì (ur. 25 lutego 1983 w Pekinie) – amerykańska reżyserka, scenarzystka i producentka filmowa pochodzenia chińskiego. Autorka kilku filmów krótkometrażowych, dokumentalnych i fabularnych, jak również teledysków.

## Wybrana filmografia

### Filmy
- 2005 – Pisces
- 2006 – Fishing the Gulf
- 2007 – Can-Can
- 2013 – Posthumous
- 2015 – Touch
- 2019 – Kłamstewko
- 2021 – Nian

### Telewizja
- 2020 - The Expatriates (nadchodząca seria)